# Swiss made

Beispiel für «Swiss made» als Aufdruck bei einem Uhren-Zifferblatt

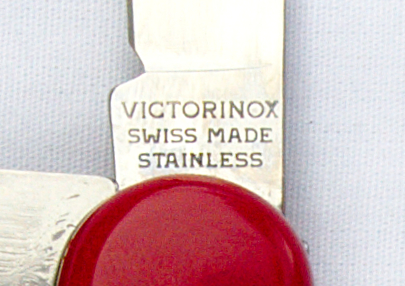
Victorinox Schweizer Taschenmesser

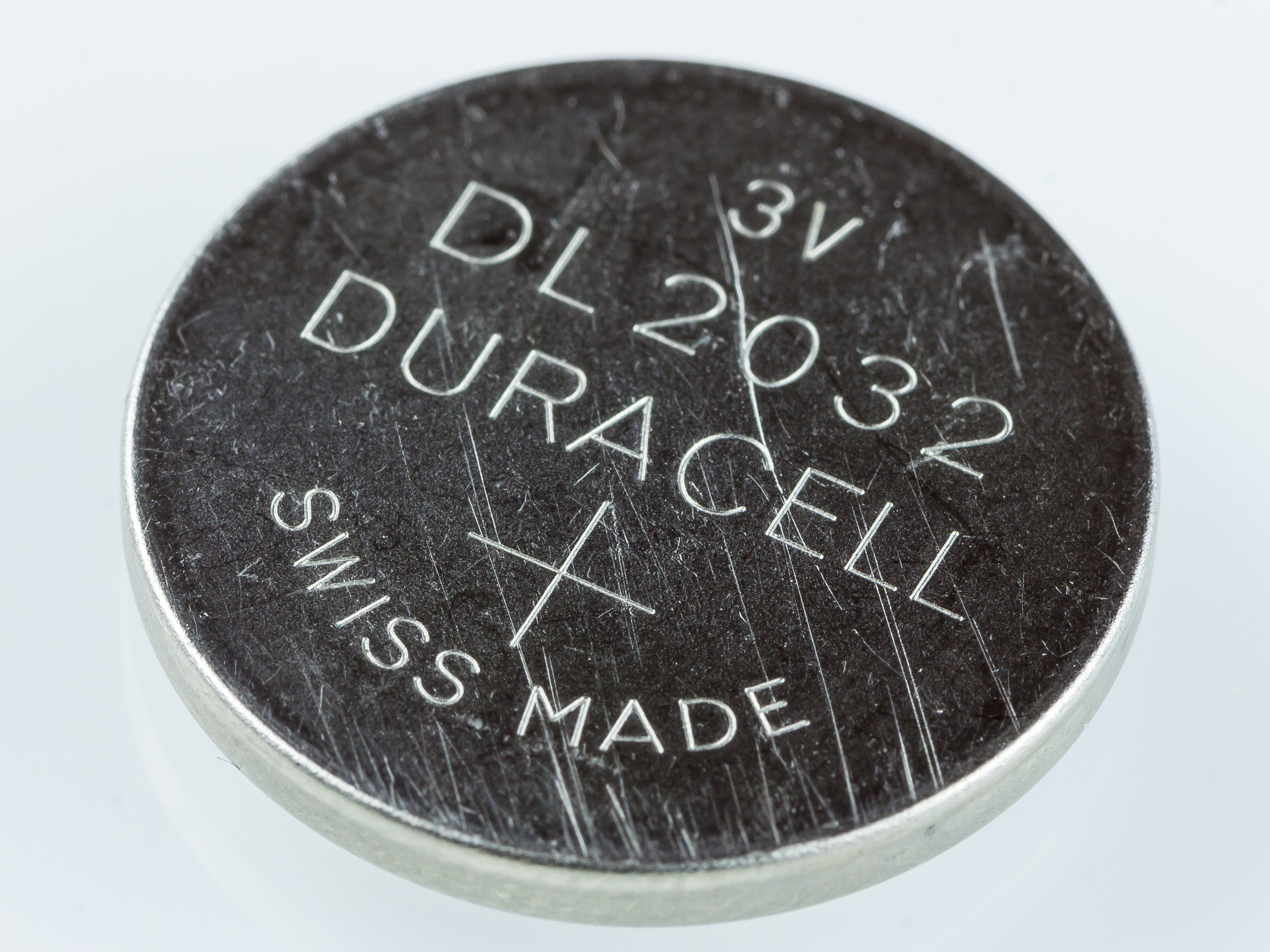
Knopfzelle von Duracell «Swiss made»

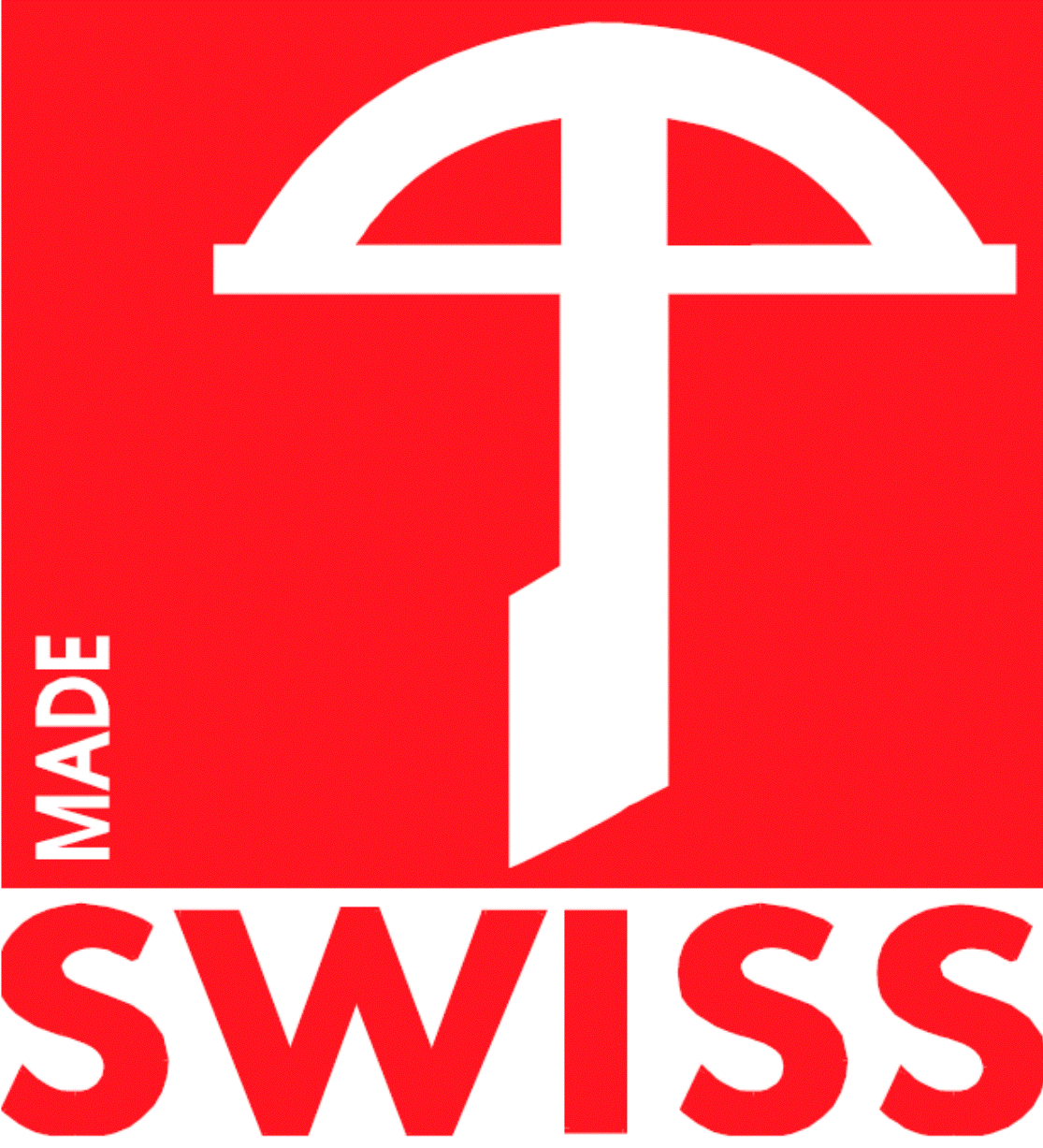
Altes Etikett mit der Armbrust

Der Begriff Swiss made oder Swiss Made (manchmal auch nur Swiss) ist eine Herkunftsbezeichnung für Produkte aus der Schweiz.
Seit 2017, gemäss dem Bundesgesetz über den Schutz von Marken und Herkunftsangaben, darf eine Ware oder Dienstleistung unter den folgenden Bedingungen als «Swiss made» bezeichnet werden:
- Für Lebensmittel: 80 % des Gewichts der Rohstoffe und der notwendigen Verarbeitung müssen in der Schweiz erfolgen.
- Für Industrieprodukte: 60 % der Herstellungskosten und der wesentliche Fertigungsschritt müssen in der Schweiz erfolgen.
- Für Dienstleistungen: Der Firmensitz und die Verwaltung müssen sich in der Schweiz befinden.

Die Kennzeichnung soll Verbrauchern auch als Qualitätssiegel dienen. Gemäss einer internationalen Studie von 2017 geniesst «Swiss Made» ein hohes internationales Ansehen und liegt hinter «Made in Germany» auf Platz 2 von 52 Ländern des Made-in-Country-Index.

## Namensursprung
Der Begriff Swiss Made stellt eine Herkunftsauszeichnung für Schweizer Produkte dar, ähnlich anderen Herkunftsbezeichnungen wie z. B. Made in Germany. Begriffe wie Made in Switzerland, Fabriqué en Suisse oder Hergestellt in der Schweiz hätten als Kennzeichnung auf Uhren-Zifferblätter aufgrund der Länge und Leerzeichen zu Problemen führen können. Derzeit erlaubt das Schweizer Gesetz die Bezeichnungen Suisse, produit suisse, fabriqué en Suisse, qualité suisse oder Übersetzungen wie Swiss, Swiss Made, oder Swiss Movement. Der Begriff findet sich auf vielen Schweizer Uhren wieder, in der Regel auf dem Zifferblatt bei der 6 und/oder auf dem Uhrwerk.

## Benutzung bei Schweizer Uhren

### Ehemaliges Recht
Die gesetzlichen Bestimmungen gehen auf das Jahr 1971 zurück; in der Verordnung vom 23. Dezember 1971 über die Benützung des Schweizer Namens für Uhren (französisch Ordonnance réglant l’utilisation du nom «Suisse» pour les montres, italienisch Ordinanza concernente l'utilizzazione della designazione «Svizzera» per gli orologi) vom Schweizerischen Bundesrat werden die Vorgaben, was eine Schweizer Uhr ist, geregelt.
- Artikel 1 beschreibt den allgemeinen Uhrenbegriff für eine Schweizer Uhr.
- Artikel 2 beschreibt die Vorgaben für ein Schweizer Uhrwerk, so wörtlich in 2c: die Bestandteile aus schweizerischer Fabrikation ohne Berücksichtigung der Kosten für das Zusammensetzen mindestens 50 Prozent des Wertes ausmachen.
- Artikel 3 klärt die Voraussetzungen für die Benutzung des Schweizer Namens.
- Artikel 4–7 befassen sich mit dem Anbringen des Labels auf Uhrengehäusen, Zifferblättern, Uhrenbestandteilen, Mustern und Musterkollektionen.

Neben den in Artikel 2c genannten Bedingungen muss bei einer Armbanduhr zur Kennzeichnung als Swiss Made das Uhrwerk in der Schweiz zusammengesetzt, in Gang genommen, reguliert und vom Hersteller kontrolliert worden sein sowie die Uhr in der Schweiz der technischen Kontrolle nach den dort geltenden Normen unterliegen.

### Überarbeitung Diskussion
Der Verband der Schweizerischen Uhrenindustrie FH setzt sich für eine Verschärfung dieser Regeln ein.
Auf der Generalversammlung 2007 wurde verabschiedet, im Schweizerischen Bundesrat eine Gesetzesvorlage einzubringen, die die Werte erhöht.
So sollen mindestens 80 Prozent der Produktionskosten bei mechanischen Uhren in der Schweiz anfallen. Bei elektronischen Uhren soll der Wert bei mindestens 60 Prozent liegen. Zudem sollen Entwicklung der Uhr und die Herstellung von Prototypen in der Schweiz erfolgen.
Die Vorlage wurde eingebracht und 2013 verabschiedet. Hiernach müssen nun 60 % der Herstellungskosten in der Schweiz anfallen. Die dürfen jedoch anders als bisher die Entwicklungskosten enthalten.
Die Preisprämie für Schweizer Uhren beträgt zwischen 20 und 50 %. Hersteller, die versuchen, mit möglichst wenig Aufwand diese Preisprämie aufzuschlagen, sollten es dadurch schwerer haben.
Im Rahmen der aktuellen Krise (Stand: 2016) in der Schweizer Uhrenindustrie versuchen die Hersteller, die eine Verschärfung der Swiss-Made-Gesetzgebung eingefordert haben, nun wieder etwas zurückzurudern: So sollen Ziffernblätter, Gehäuse und Gläser aus der «Swiss Made»-Kalkulation ausgeklammert werden.
Diese Ausnahmeregelung würde insbesondere Uhrenhersteller im niedrigeren Preissegment bevorteilen: Natürlich fertigen auch Uhrenhersteller automatisiert, dies ist aber nicht bei allen Komponenten durchgängig problemlos möglich. Einige Komponenten sind noch relativ personalintensiv.
Niedrigpreisig agierenden Uhrenherstellern, die mit einer deutlich geringeren absoluten Marge pro Stück rechnen müssen, spielt es in die Karten, wenn z. B. das Gehäuse-Finishing von günstigeren Arbeitskräften in China etc. durchgeführt werden kann – ohne dass das Unternehmen Gefahr läuft, die 60-%-Grenze zu unterschreiten.

### Neues Gesetz
Seit 2017 schreibt das Markenschutzgesetz vor, dass mindestens 60 Prozent der Herstellungskosten von Uhren (wie andere industrielle Produkte) in der Schweiz anfallen sollen.